# 敘利亞禮天主教巴士拉暨海灣宗主教代牧區
敘利亞禮天主教巴士拉暨海灣宗主教代牧區是一個服務伊拉克南部和科威特敘利亞禮東儀天主教教友的宗主教代牧區。
代牧區成立於1982年，2010年有一個司鐸、360名教友。唯一的堂區在巴士拉。目前宗主教代牧為瑪契納‧埃沙格。